# Liste der Gemeinden in Mayotte

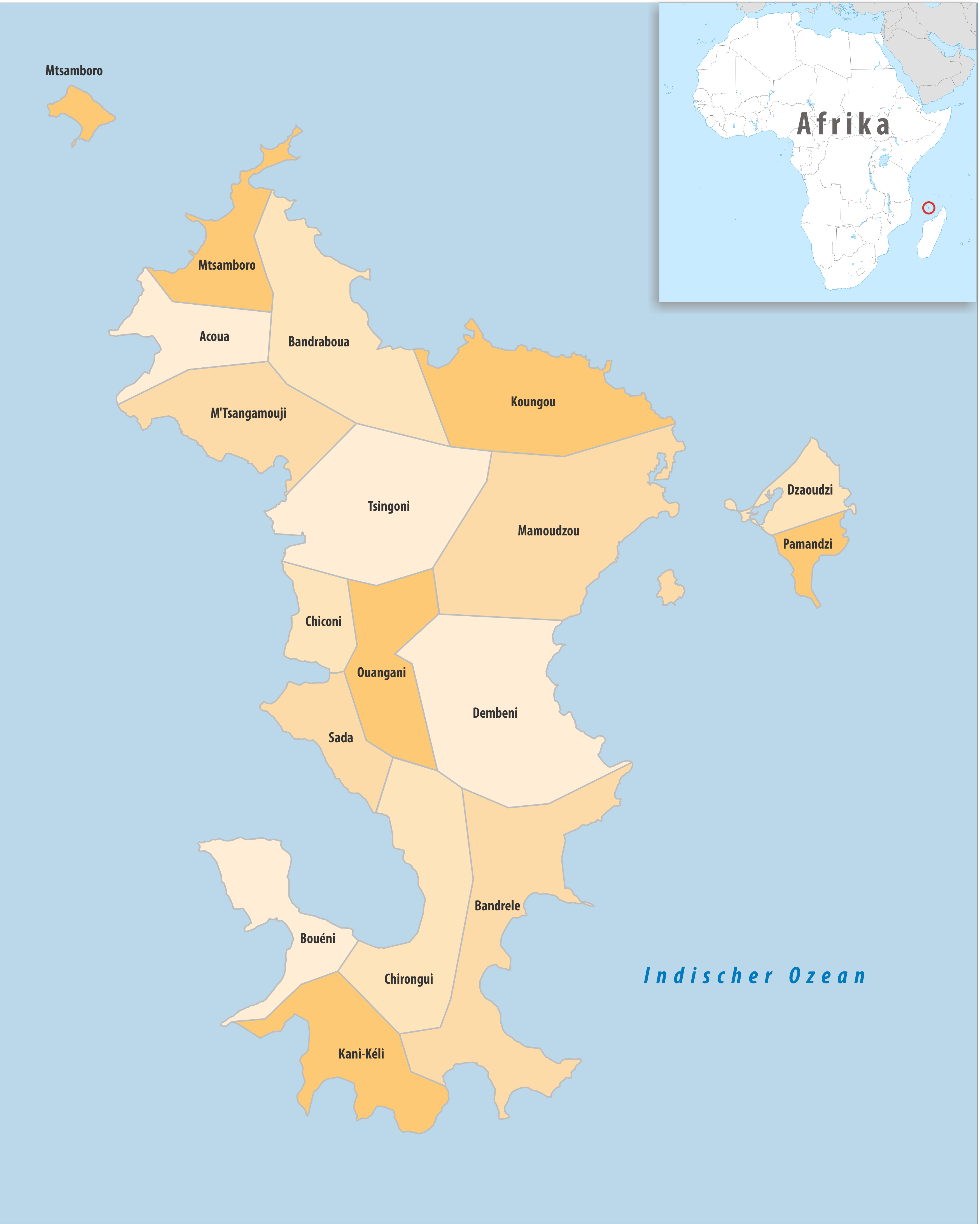
Gemeinden von Mayotte

Das französische Überseedépartement Mayotte untergliedert sich in  13 Kantonen (frz. cantons) und 17 Gemeinden (frz. communes) (Stand 1. Januar 2022).
| Code INSEE | PLZ   | Gemeinde      | Einwohner (Stand 1. Januar 2022) | Fläche in km² | Einwohner je km² | Kanton seit 24. Februar 2014 Kanton bis zum 23. Februar 2014            | Gemeindeverband   |
| ---------- | ----- | ------------- | -------------------------------- | ------------- | ---------------- | ----------------------------------------------------------------------- | ----------------- |
| 97601      | 97630 | Acoua         | 5.192                            | 13,11         | 396              | Mtsamboro Acoua                                                         | Nord de Mayotte   |
| 97602      | 97650 | Bandraboua    | 13.989                           | 32,11         | 436              | Bandraboua Mtsamboro Bandraboua                                         | Nord de Mayotte   |
| 97603      | 97620 | Bandrele      | 10.282                           | 36,56         | 281              | Bouéni Dembeni Bandrele                                                 | Sud               |
| 97604      | 97620 | Bouéni        | 6.189                            | 14,29         | 433              | Bouéni                                                                  | Sud               |
| 97605      | 97670 | Chiconi       | 8.295                            | 8,51          | 975              | Ouangani Chiconi                                                        | Centre-Ouest      |
| 97606      | 97620 | Chirongui     | 8.920                            | 28,76         | 310              | Sada Chirongui                                                          | Sud               |
| 97607      | 97660 | Dembeni       | 15.848                           | 38,38         | 413              | Dembeni                                                                 | Dembeni-Mamoudzou |
| 97608      | 97610 | Dzaoudzi      | 17.831                           | 7,87          | 2266             | Dzaoudzi                                                                | Petite-Terre      |
| 97609      | 97625 | Kani-Kéli     | 5.507                            | 20,59         | 267              | Bouéni Kani-Kéli                                                        | Sud               |
| 97610      | 97600 | Koungou       | 32.156                           | 28,43         | 1131             | Bandraboua Koungou                                                      | Nord de Mayotte   |
| 97611      | 97600 | Mamoudzou     | 71.437                           | 42,30         | 1689             | Mamoudzou-1 Mamoudzou-2 Mamoudzou-3 Mamoudzou-1 Mamoudzou-2 Mamoudzou-3 | Dembeni-Mamoudzou |
| 97612      | 97630 | Mtsamboro     | 7.705                            | 16,41         | 470              | Mtsamboro                                                               | Nord de Mayotte   |
| 97613      | 97650 | M’Tsangamouji | 6.432                            | 22,04         | 292              | Tsingoni M’Tsangamouji                                                  | Centre-Ouest      |
| 97614      | 97670 | Ouangani      | 10.203                           | 18,50         | 552              | Ouangani                                                                | Centre-Ouest      |
| 97615      | 97610 | Pamandzi      | 11.442                           | 4,24          | 2699             | Pamandzi                                                                | Petite-Terre      |
| 97616      | 97640 | Sada          | 11.156                           | 10,26         | 1087             | Sada                                                                    | Centre-Ouest      |
| 97617      | 97680 | Tsingoni      | 13.934                           | 34,42         | 405              | Tsingoni                                                                | Centre-Ouest      |